# Organic Hallucinosis
Organic Hallucinosis là album phòng thu thứ tư của Decapitated, ban nhạc death metal tới từ Ba Lan. Album được phát hành vào ngày 7 tháng Hai tại Mỹ, 13 tháng Hai tại châu Âu, và 22 tháng Hai tại Nhật Bản. Có 2 tour diễn tại châu Âu và Bắc Mỹ để quảng bá cho album. Đây là album đầu tiên và duy nhất của Decapitated với ca sĩ chính Adrian "Covan" Kowanek, và là album cuối cùng có sự góp mặt của tay trống Witold "Vitek" Kiełtyka, anh đã chết trong một tai nạn xe hơi tại Nga, vụ tai nạn này cũng gây thương tích trầm trọng cho Covan.

## Đánh giá
Allmusic phát biểu về Organic Hallucinosis: "Với một ca sĩ mới có kỹ năng linh hoạt hơn trong việc mang tới nhiều cung bậc của grunt death, ban nhạc đã tiến thêm một nấc về độ phức tạp trong sáng tác để kết hợp với ca sĩ, khi thêm vào những yếu tố không truyền thống của death metal, giữa sự bất đối xứng trong âm nhạc của Meshuggah và những âm thanh down-tuned power grooves của Pantera." và Decapitated đã "gần như tạo ra sự phân chia trong những fan lâu năm của Decapitated"
Theo Kerrang!, "Decapitated đã cho ra lò ba album kinh điển; ý tưởng tuyệt vời và những màn trình diễn bùng nổ của kỹ thuật điêu luyện và sáng tác sắc bén, đưa giới trẻ tới với dòng nhạc sở hữu những ban nhạc được tôn trọng nhất. Đặc biệt, Organic Hallucinosis mang đến sự điêu luyện trong việc sản xuất extreme music với nhiều đoạn nhạc đáng nhớ, rất gần tới sự hoàn hảo."
Năm 2010, Blabbermouth.net phát biểu về album: "Một album cách tân và nhiều tham vọng, Organic Hallucinosis là định nghĩa về âm nhạc của Decapitated và là phôi thai cho một loạt các ban nhạc bắt chước theo."
Tomas Haake của ban nhạc Meshuggah phát biểu về cái chết của Vitek: "Cộng đồng metal đã mất đi một trong những tay trống có tài và có năng lực nhất của thời đại! Tôi còn nhớ lần đầu tiên tôi nghe album Organic Hallucinosis và nó thực sự đã thổi bay tôi! Một ban nhạc và một tay trống tuyệt vời! Vitek là một tay trống thực sự tài năng và thiên tài (...)."

## Danh sách bài hát
Tất cả các ca khúc được viết bởi Decapitated.
| STT              | Nhan đề                              | Thời lượng |
| ---------------- | ------------------------------------ | ---------- |
| 1.               | "A Poem About an Old Prison Man"     | 4:42       |
| 2.               | "Day 69"                             | 3:14       |
| 3.               | "Revelation of Existence (The Trip)" | 4:39       |
| 4.               | "Post(?) Organic"                    | 5:45       |
| 5.               | "Visual Delusion"                    | 5:55       |
| 6.               | "Flash-B(l)ack"                      | 3:42       |
| 7.               | "Invisible Control"                  | 4:45       |
| Tổng thời lượng: | Tổng thời lượng:                     | 32:39      |

Phiên bản Nhật Bản
Phiên bản Nhật Bản có thêm bonus track thu âm trực tiếp tại Rescue Rooms, Nottingham
| STT | Nhan đề                                      | Thời lượng |
| --- | -------------------------------------------- | ---------- |
| 8.  | "Nihility (Anti-Human Manifesto)" (Nihility) | 4:28       |
| 9.  | "Spheres of Madness" (Nihility)              | 4:39       |

## Trích dẫn
1. 1 2  Rivadavia, Eduardo. “Organic Hallucinosis > Overview”. Allmusic. Truy cập ngày 20 tháng 7 năm 2009.